# Геммерлинг, Ольга Эмильевна
Геммерлинг, Ольга Эмильевна (13 февраля 1907 г., Саратов — 28 декабря 1979 г., Москва) — советский художник-декоратор и художник-мультипликатор. В 1926-31 работала в разных учреждениях Самары делопроизводителем, в 1931-36 — помощником управделами в конторе «Всепромутилизация» в Москве. С 1936-41 — художник-фоновщик, затем начальник фонового цеха на киностудии «Союзмультфильм», в 1944-65 — вновь фоновщик на этой студии. С 1965 — на пенсии.

## Фильмография

### Художник-декоратор
- 1944 — Телефон
- 1945 — Зимняя сказка
- 1945 — Пропавшая грамота
- 1946 — Песенка радости
- 1946 — У страха глаза велики
- 1947 — Конек-горбунок
- 1948 — Сказка о солдате
- 1948 — Федя Зайцев
- 1948 — Чемпион
- 1949 — Часовые полей
- 1950 — Дедушка и внучек
- 1950 — Лиса-строитель
- 1950 — Сказка о рыбаке и рыбке
- 1950 — Чудо-мельница
- 1951 — Ночь перед Рождеством
- 1951 — Помни и соблюдай правила пожарной безопасности
- 1951 — Сердце храбреца
- 1951 — Таежная сказка
- 1952 — Зай и Чик
- 1952 — Каштанка
- 1952 — Сармико
- 1952 — Снегурочка
- 1953 — Волшебный магазин
- 1953 — Полет на Луну
- 1954 — Золотая антилопа
- 1954 — Мойдодыр
- 1954 — На лесной эстраде
- 1954 — Опасная шалость
- 1954 — Подпись неразборчива
- 1954 — Соломенный бычок
- 1955 — Остров ошибок
- 1955 — Стёпа-моряк
- 1955 — Трубка и медведь
- 1956 — Двенадцать месяцев
- 1957 — В некотором царстве…
- 1957 — Исполнение желаний
- 1957 — Снежная королева
- 1958 — Кошкин дом
- 1959 — Три дровосека
- 1959 — Скоро будет дождь
- 1959 — Приключения Буратино
- 1960 — Непьющий воробей. Сказка для взрослых
- 1961 — Дракон
- 1961 — Муравьишка-хвастунишка
- 1961 — Незнайка учится
- 1962 — Две сказки
- 1962 — Зелёный змий
- 1962 — Чудесный сад
- 1963 — Светлячок N 3
- 1964 — Петух и краски
- 1965 — Вовка в Тридевятом царстве
- 1965 — Пастушка и трубочист
- 1966 — Про бегемота, который боялся прививок
- 1967 — Сказки для больших и маленьких
- 1967 — Заяц-симулянт

### Художник-мультипликатор
- 1964 — Дюймовочка

1. 1 2 3 4  Венжер Н. Я., Капков С. В. Аниматор.ру — 2000.